# Siegel-Scheibe

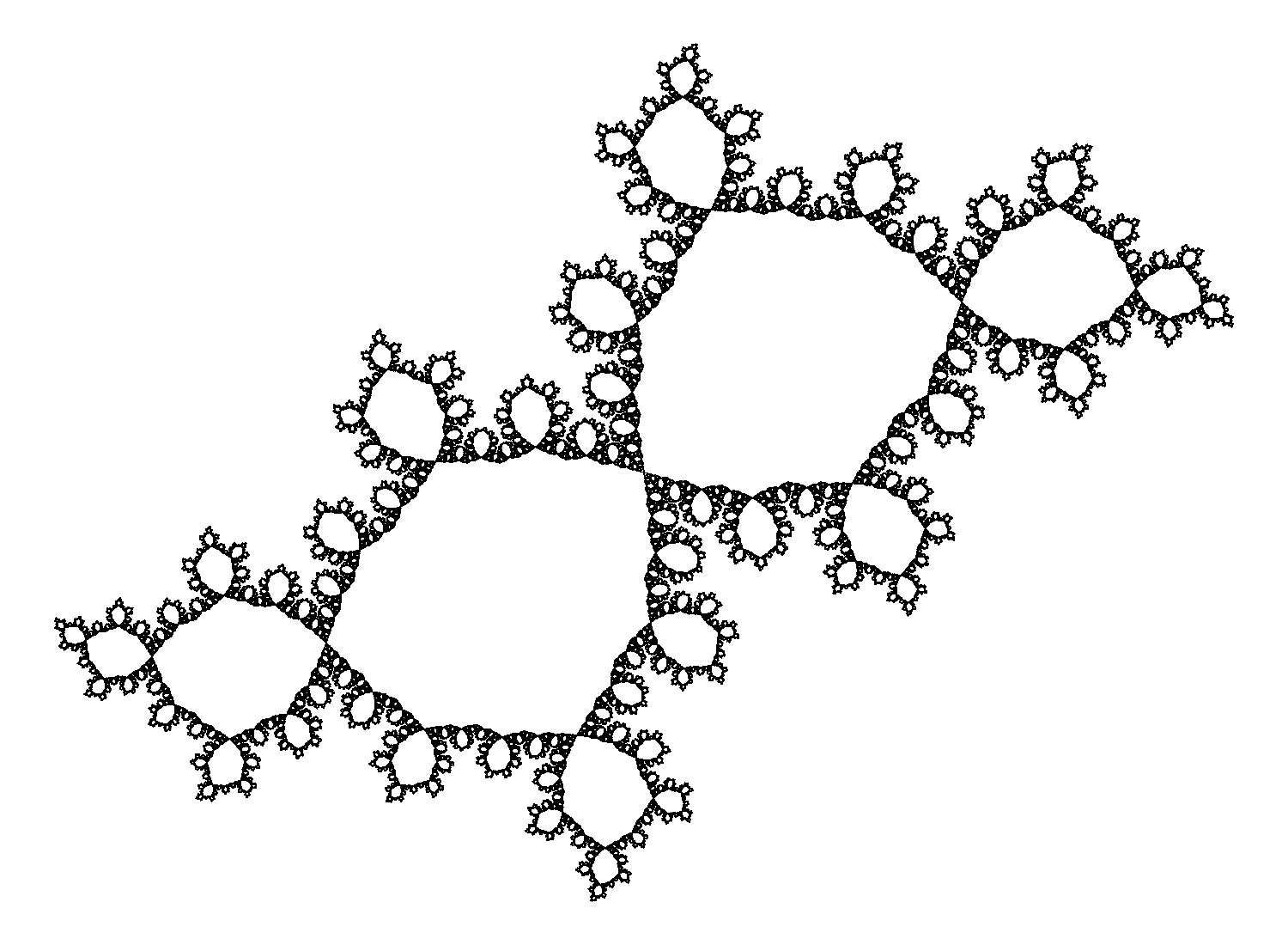
Siegel-Scheiben der Abbildung

In der Mathematik sind Siegel-Scheiben ein Begriff aus der Theorie komplexer dynamischer Systeme. Es handelt sich um Komponenten der Fatou-Menge, auf denen die Dynamik zu einer irrationalen Drehung konjugiert ist.

## Definition
Sei {\displaystyle f\colon S\to S} eine holomorphe Abbildung zwischen riemannschen Flächen. Eine Zusammenhangskomponente {\displaystyle U} der Fatou-Menge {\displaystyle {\mathcal {F}}(f)} heißt Siegel-Scheibe um {\displaystyle z_{0}\in U}, wenn es eine biholomorphe Abbildung {\displaystyle \phi \colon U\to D} auf die Einheitskreisscheibe {\displaystyle D} mit {\displaystyle \phi (z_{0})=0} gibt, so dass {\displaystyle \phi f\phi ^{-1}} eine irrationale Drehung, also {\displaystyle \phi f\phi ^{-1}(z)=e^{2\pi i\alpha }z} für ein {\displaystyle \alpha \in \mathbb {R} \setminus \mathbb {Q} } ist.
Die Frage, ob es zu gegebenem {\displaystyle f} und {\displaystyle z_{0}} eine Siegel-Scheibe gibt, wird in älterer Literatur als Zentrumsproblem bezeichnet.

## Sätze von Siegel und Brjuno
Damit es eine Siegel-Scheibe geben kann, muss die Rotationszahl {\displaystyle f^{\prime }(z_{0})} von der Form {\displaystyle e^{2\pi i\alpha }} mit einer irrationalen Zahl {\displaystyle \alpha } sein.
Siegel bewies 1942, dass es eine Siegel-Scheibe gibt, wenn man Konstanten {\displaystyle C>0} und {\displaystyle \nu \geq 2} findet, so dass {\displaystyle \left\vert \alpha -{\frac {p}{q}}\right\vert \geq {\frac {C}{q^{\nu }}}} für alle rationalen Zahlen {\displaystyle {\frac {p}{q}}} gilt.
Rüßmann und Brjuno verbesserten diese arithmetische Bedingung Ende der 1960er Jahre.
Satz von Brjuno: Es gibt eine Siegel-Scheibe, wenn für die Folge {\displaystyle {\frac {p_{n}}{q_{n}}}} in der Kettenbruchentwicklung von {\displaystyle \alpha } gilt: {\displaystyle \sum _{n}{\frac {\log q_{n+1}}{q_{n}}}<\infty }. (Solche Zahlen werden als Brjuno-Zahlen bezeichnet.)
Yoccoz bewies 1988, dass Brjunos Bedingung optimal ist. Zu jeder Zahl {\displaystyle \alpha }, die keine Brjuno-Zahl ist, ist {\displaystyle f(z)=z^{2}+e^{2\pi i\alpha }z} eine nicht-linearisierbare holomorphe Funktion.